# Simone Aresti
Simoni Aresti, né le 15 mars 1986 à Carbonia, est un footballeur italien qui évolue comme gardien de but au Olbia Calcio 1905.

## Carrière
Simone Aresti joue successivement dans les équipes suivantes : Cagliari Calcio, US Pistoiese 1921, Polisportiva Alghero, Savone 1907 Foot-Ball Club et Delfino Pescara 1936, en Série B italienne.